# Hybomitra maculatus
Hybomitra maculatus är en tvåvingeart som först beskrevs av Rossi 1794.  Hybomitra maculatus ingår i släktet Hybomitra och familjen bromsar.
Artens utbredningsområde är Italien. Inga underarter finns listade i Catalogue of Life.